# 안도니 엘리손도
안도니 엘리손도 멘디올라(스페인어: Andoni Elizondo Mendiola; 1932년 8월 5일, 바스크 주 산 세바스티안 ~ 1986년 2월 23일)는 스페인의 전직 축구 수비수이자 감독이다.

## 선수 경력
레알 소시에다드 유소년부를 졸업한 후 그는 친정 구단 소속으로 1952년부터 1964년까지 활약했다. 그는 소속 구단이 1962년에 2부 리그로 강등되면서 막판 2년을 2부 리그에서 보냈다. 엘리손도는 레알 소시에다드 소속으로 총 241번의 경기에 출전했다. 또한 그는 1958년에 스페인 B 국가대표팀 소속으로 포르투갈과의 경기에 1번 출전한 적도 있다.

## 감독 경력
엘리손도는 레알 소시에다드 감독으로 취임하여 첫 해에 소속 구단을 다시 1부 리그로 올려놓았다. 엘리손도는 10년 가까운 세월 동안 선수단을 대대적으로 정비했다. 레알 소시에다드는 그의 임기에 1부 리그에서의 지위를 안정화시켰고, 마지막 임기의 막판 2년 연속으로 두 차례 UEFA컵 진출권도 확보했다. 그에 따라 레알 소시에다드는 구단 사상 처음으로 유럽대항전에 족적을 남기게 되었다. 그는 레알 소시에다드를 이끌고 코파 델 헤네랄리시모 준결승전에도 1969년과 1976년에 2번 진출했다. 엘리손도는 레알 소시에다드를 이끌고 234번의 경기를 경험했다.
그는 1979년에 바스크 국가대표팀을 아일랜드와의 친선전에서 지휘한 적도 있다.
그의 형 호세바도 1961년에 레알 소시에다드를 지휘했었다.

## 수상

### 감독
레알 소시에다드
- 세군다 디비시온: 1966–67